# Johann Gottlob Schulze
Johann Gottlob Schulze (* 11. April 1755 in Waldstedt; † 24. Mai 1834 in Potsdam) war ein deutscher Architekt und Gartendirektor in Potsdam.

## Leben und Werk
Schulze, Sohn eines Pfarrers und einer Pfarrerstochter, kam 1768 aufs Gymnasium in Leipzig. Anschließend studierte er Jura und Baukunst an der Leipziger Universität. Nach dem Studium wurde er 1777 Baukondukteur am kgl. Baukomptoir Potsdam. Hier wurde für den alten König Friedrich II. immer noch recht viel gebaut. Direktor des Potsdamer Baukomptoirs und damit Schulzes Vorgesetzter war bis 1779 Karl von Gontard, auf ihn folgten Georg Christian Unger (bis 1781) und Heinrich Ludwig Manger (bis 1787).

### GontardsSchule
Prägend für den jungen Architekten wurde der Klassizist Gontard. Friedrich Mielke schreibt: „Aus Gontards Schule waren bemerkenswerte Talente hervorgegangen. Unger, Andreas Ludwig Krüger und Johann Christian Valentin Schultze sowie Johann Rudolph Heinrich Richter aus Bayreuth und Johann Gottlob Schulze aus Thüringen waren Schöpfer einer neuen, nun wirklich autochthonen Potsdamer Bürgerhaus-Architektur. Sie bauten Häuser, in denen die Nutzung nicht durch auf Täuschung des Betrachters berechnete Palastfassaden beeinträchtigt wurde, in denen es sich gut leben und arbeiten ließ.“ (S. 50) Laut Friedrich Nicolai führte Schulze viele neue Bauten, auch verschiedene Häuser nach eignen Zeichnungen aus. Mielke nennt insbesondere Kleine Fischerstraße 2–4 als Werk Schulzes und fügt hinzu: „Abgesehen von den von Friedrich vorgegebenen Fassadenwünschen hat die Gontard-Schule nahezu eigenständig wirken können.“ (S. 41)
Gontard, ein Pionier der Freimaurerei in Preußen, war es möglicherweise auch, der Schulze den Freimaurern nahebrachte. Sicher war Schulze schon lange Logenbruder, als er 1803 von der Potsdamer Loge Minerva affiliiert, das heißt übernommen wurde.

### Aufstieg
Nach sieben Jahren als Baukondukteur wurde Schulze 1784 Rendant der Potsdamer Immediat-Baukasse. Nun bezog er ein ansehnliches Jahresgehalt. Daher konnte er im folgenden Jahr die Tochter seines Vorgesetzten Manger heiraten. Mit ihr hatte er 15 Kinder.
Nach dem Ableben König Friedrichs 1786 wurden die Baukomptoire in Hofbauämter umgewandelt. Der neue König Friedrich Wilhelm II. beförderte Manger 1787 zum Oberhofbaurat und Schulze zum Bauinspektor.
Doch seine Tätigkeit als Architekt währte nicht lange. Kurz darauf wurde das bisher improvisierte kgl. Gartenwesen besser in die Hofverwaltung eingeordnet. Der König ernannte Manger zum Garteninspektor. Der 2. Februar 1787 war der Gründungstag der heutigen Gartendirektion in Sanssouci. Manger führte außerdem weiterhin den Titel Oberhofbaurat und betreute als solcher die Bausachen der Gärten. Als Manger 1790 starb, schlug der König selbst Schulze als Nachfolger vor, wie er sagte, „indem er der Sache [ge]läufig ist, und sonsten eine gute Reputation hat.“
Zur Garteninspektion gehörten zahlreiche kgl. Gärten zwischen Caputh und Schwedt. Der König legte jedoch Wert darauf, dass der Neue Garten in Potsdam und der Charlottenburger Lustgarten außerhalb der Gartenbehörde blieben, damit er dort unbürokratisch schalten und walten konnte. Dies galt auch für die später hinzugekommene Pfaueninsel.

### Schwierigkeiten und Erfolge
In Potsdam aber hatte Schulze wie alle Gartenbeamten Friedrichs II. noch nie praktisch mit Landschaftsgärten zu tun gehabt. Friedrich Wilhelm II. ließ daher neue Gärtner aus dem Ausland kommen, die damit Erfahrung hatten. Für die Unterhaltung der vorhandenen Gärten und, ganz wesentlich, die Obst- und Gemüseproduktion, konnte er hingegen auf die Erfahrungen Schulzes vertrauen. Zu neuen Gestaltungen hatte Schulze auch in seinem weiteren Dienst wenig Gelegenheit, wenn man von der Anlage des Ökonomieweges in Sanssouci, einigen Umgestaltungen im Lustgarten und der Begrünung des Fiakerplatzes am Stadtschloss absieht.
Die neu Zugereisten, vor allem der Charlottenburger Hofgärtner Johann August Eyserbeck, der ihm nicht unterstellt war, aber trotzdem auch für Sanssouci Pläne machte, waren problematisch für Schulze. 1793 sollten die Weinbergterrassen von Sanssouci geschleift werden, was Schulze verhindern konnte. Die Abtragung der Marmorkolonnade im Rehgarten konnte er allerdings nicht stoppen, weil der König das Material am Marmorpalais brauchte. 1825 hat er sich noch für die Erhaltung der barocken und friderizianischen Parkskulpturen eingesetzt. Ihm ist es zu verdanken, wenn sich noch einige Figuren bis heute erhalten haben. Er profilierte sich als Verteidiger des friderizianischen Sanssouci, betrieb Denkmalpflege, bevor es sie gab, und dies obwohl er von Alter und Neigung eher ein Freund des Landschaftsgartens war.
Die Regierungszeit Friedrich Wilhelms II. wurde trotz der Schwierigkeiten mit manchem Hofgärtner die erfolgreichste Wirkenszeit Schulzes. Es gelang ihm, mit besonderer Unterstützung durch den Hofgärtner Johann Samuel Sello, in Potsdam und Brandenburg zahlreiche Baumschulen einzurichten, die ersten ihrer Art im Lande. In dieser Gehölzsammlung stand von jeder Baumart in alphabetischer Folge ein Exemplar.
Schulze war 1790 einer der Gründer der Märkischen Ökonomischen Gesellschaft, die wichtige Aufklärungsarbeit in Brandenburg leistete. In den Zeitschriften dieses Vereins sind zahlreiche Beiträge aus seiner Feder gedruckt worden.
Nicht minder bedeutend waren die Obst- und Gemüsetreibereien unter Schulze. Er hat einmal ausgerechnet, wie lang zusammengenommen alle Gewächshausanlagen in Sanssouci waren. Er kam auf  12.412 ¼ Fuß, das sind 3895 m. Nimmt man eine durchschnittliche Fensterhöhe von 2,50 m an, so waren 9739 m² Fläche verglast.
In den ersten Jahren Friedrich Wilhelms III. geschah wenig Neues in den Gärten. Die Franzosen kamen ins Land, und nur mit größter Mühe gelang es Schulze, die Gärten durch Besetzung und Krieg zu führen. Als der König in Ostpreußen und im Felde war, wurde es zentrale Aufgabe der Gartenverwaltung, ihm frisches Obst und Gemüse aus eigener Produktion nachzusenden.

### Verdrängung aus dem Metier
Der rheinische Geselle Peter Joseph Lenné intrigierte gegen Schulze im Allgemeinen und gegen seine Baumschulen insbesondere, verlangte eine Zentralbaumschule unter seiner eigenen Leitung und zeichnete Entwürfe, wie man alle Gärten ganz anders gestalten sollte. Mit Erfolg. 1818 erließ Gartenintendant Burchard Friedrich von Maltzahn ein Rundschreiben an die Hofgärtner: „Se. Majestät der König haben die Gnade gehabt, den Herrn Lenné zum Mitgliede der Garten-Direktion zu ernennen. Ich mache solches den Herrn Hofgärtnern hierdurch bekannt mit dem Bemerken, daß sie den Anordnungen des H. Lenné eben so Folge zu leisten haben, als wenn solche von mir oder von dem Garten-Direktor ergangen.“
Lenné ließ sich auch die Aufsicht über die Baumschulen zuteilen, wodurch Schulze aus seinem Lieblingsgebiet verdrängt wurde.
1823 wurde Lenné Direktor der neu gegründeten Königlichen Gärtnerlehranstalt am Wildpark bei Potsdam, wie er es selbst vorgeschlagen hatte. Seitdem nannte sich auch er Gartendirektor, obwohl nur Schulze diese offizielle Dienstbezeichnung zustand.
1823 erbaute sich Schulze als Alterssitz das Haus Allee nach Sanssouci 6, das 1840 von Friedrich Wilhelm IV. angekauft und 1842/43 durch Ludwig Persius zum Zivilkabinettshaus umgebaut wurde.
1827 wurde das 50-jährige Dienstjubiläum Schulzes feierlich begangen. 1828 wurde Schulze pensioniert, mit einem ansehnlichen Ruhegeld zwar, aber ohne dass er seinen Ruhestand beantragt hatte. Nach der Übergabe der Dienstwohnung an seinen Nachfolger Lenné hat Schulze noch sechs Jahre in seinem Privathaus in der Allee nach Sanssouci verbracht.